# 青の殺人
『青の殺人』（あおのさつじん、The Blue Movie Murders ）は、1972年に発表されたエラリー・クイーンの長編推理小説。クイーン名義だが、実際にはミステリ作家のエドワード・D・ホックが執筆した作品であり、クイーンの一人フレデリック・ダネイが監修している。トラブルシューターと呼ばれるマイカ・マッコールが活躍するシリーズの第４作。

## あらすじ
フィルム製造と現像を主産業とする郊外の町ロックビューで、アカデミー賞受賞歴のある映画製作者が殺害され、州知事は直属のトラブル・シューターと呼ばれる捜査官マイカを派遣する。ところが、現地の地元警察もストライキをしているフィルム工場の工員たちも、マイカに敵意をむきだしにする。

## 主な登場人物
- マイカ・マッコール - トラブルシューター（問題解決屋）。本作の主人公。
- サム・ホランド - 主人公の雇用主。州知事。
- ドーラ・プリングル - 政治パーティーを主催したホステス。
- シンシア・ローズ - 女流作家。ウーマンリブ活動家。
- ベン・スローン - ハリウッドの映画製作者。アカデミー賞受賞者なのだが、最近は、なぜかポルノ映画の制作に執心。
- ソル・ダールマン - 失踪した映画監督。
- スザンヌ・ウォルシュ - スローンの秘書の女性。
- ザヴィアー・マン - フィルム製造会社の社長。
- フランク・ジョーダン - フィルム製造会社があるロックビュー市長。昔はマンの工場で働く従業員だった。
- パウエル警部補 - ロックビュー市警察の刑事。
- キャリー・タナー - フィルム工場の工員でストライキの白人リーダー
- ジャック・コジンスキー - ストライキ参加者の大学生アルバイト。
- ロン・コジンスキー - ロックビュー市のタクシー運転手。ジャックの兄。
- ジョージ・ワッツ - フィルム工場の工員でストライキの黒人リーダー
- エイプリル・エヴァンス - 女性記者。

## 内容
エラリー・クイーンのペーパーバック描き下ろし作品の一つ。著者のエドワード・D・ホックは推理作家であり、短編の名手として、日本でも知られている。

## 特徴
- 本作のマイカはエラリーと異なり、容疑者と殴り合い・撃ち合いの暴力的描写があり、ハードボイルド色が随所にみられる。